# Förtha
Förtha ist ein Ortsteil der Gemeinde Gerstungen im Wartburgkreis in Thüringen.

## Lage
Der Ortsteil Förtha befindet sich im westlichen Teil des Thüringer Waldes im  Tal der Elte, etwa drei Kilometer nördlich der Ortslage von Marksuhl  und  etwa 14 Kilometer  (Luftlinie) von der Kreisstadt Bad Salzungen entfernt. Zur Ortslage Förtha gehört auch der östlich anschließende Ortsteil Epichnellen. Die Gesamtfläche der Gemarkung Förtha mit Eppichnellen beträgt 8,20 km².

## Geschichte
Urkundlich wurde Förtha 1239 erstmals erwähnt.

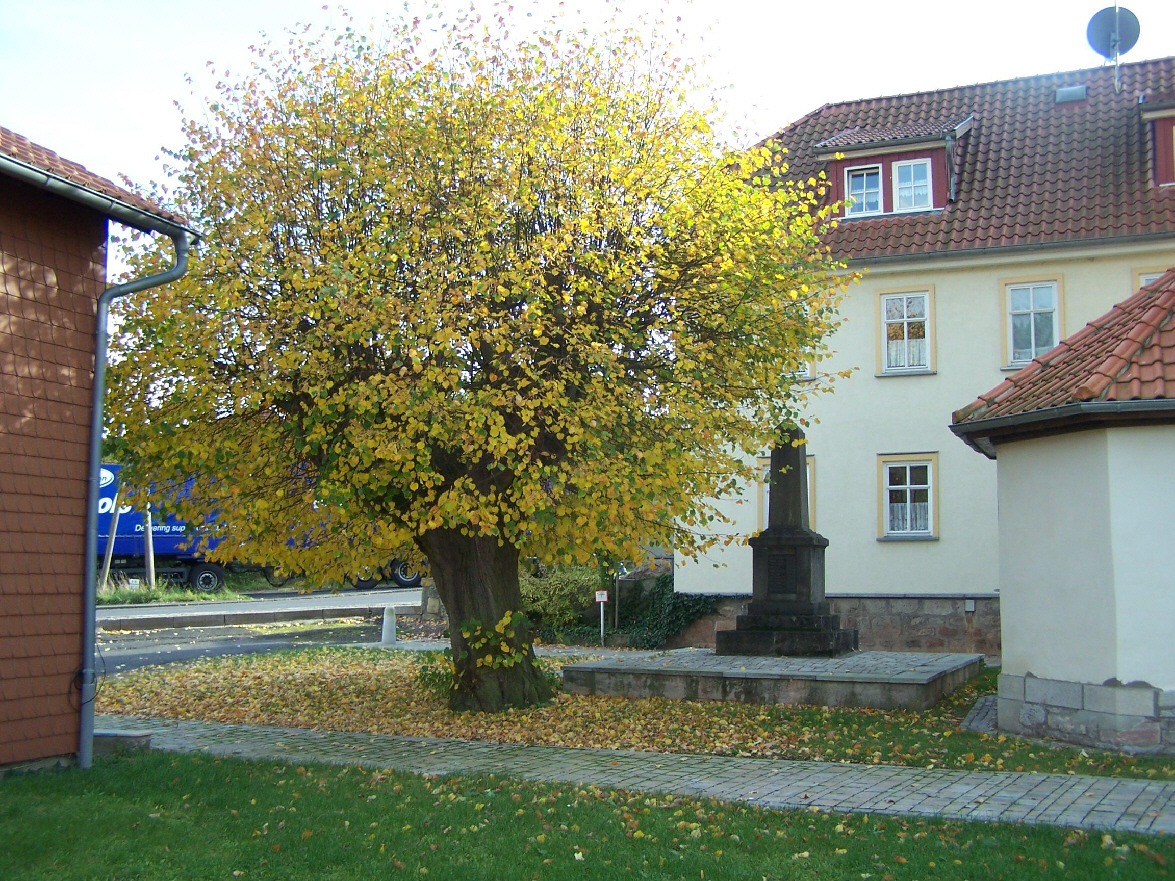
Kriegerdenkmal und Anger in Förtha, rechts angeschnitten die Sakristei der Kirche, im Hintergrund das Gemeindehaus

Nach lokaler Überlieferung entstand der Ort Förtha an einer Furtstelle über die Elte. Der Verlauf der von Frankfurt über Vacha und Marksuhl nach Eisenach verlaufende Altstraße ist noch im Gelände durch zahlreiche Hohlwege zu belegen. Oberhalb der Ortslage markiert ein künstlicher Hügel den Standort einer kleinen Turmhügelburg am Burghahn. Nach Köhler hat eine kleine mittelalterliche Befestigungsanlage an der Stelle des Förthaer Kirchhofs im Westteil des Ortes gestanden. Der Kirchturm besitzt noch schmale schlitzschartenähnliche Fenster und deutet so noch auf seine abwehrbereiten Züge hin. Die in der Ortslage als Alte Frankfurter Straße bezeichnete Route führte am Gasthaus Grüner Jäger vorbei und kreuzte am Vachaer Stein den Rennsteig.  In diesem Gebiet nördlich der Ortslage Förtha entstanden seit dem 15. Jahrhundert zahlreiche Schachtanlagen zur Förderung von Kupfererz. Die Verhüttung der Erze erfolgte zunächst an den Schmelzhütten in Stedtfeld und Neuenhof sowie Attchenbach bei Eckardtshausen. Der Bergbau wurde im Ortsteil Epichnellen noch bis in die 1950er Jahre betrieben.
1383 verkaufte die Familie von Brandenstein ihren Besitz in Vherde an das Michaeliskloster Jena. 1447 hatten die Herren von Herda umfangreiche Besitzungen in Furtte. Ab 1517 heißt der Ort in Eisenacher Urkunden Fordt und 1529 Fortte.
1879 wurden, basierend auf der Volkszählung von 1875 erstmals statistische Angaben zum Ort publiziert. Förtha hatte in diesem Jahr 73 Wohnhäuser mit 382 Einwohnern. Die Größe der Flur betrug 417,0 ha davon Höfe und Gärten 5,8 ha, Wiesen  49,8 ha, Ackerfläche 151,9 ha. Wald 104,8 ha, Teiche, Bäche  und  Flüsse  0,14 ha,  auf Wege, Triften, Ödland und Obstbauplantagen entfielen 104,4 ha. Der Viehbestand des Ortes: 13 Pferde, 184 Rinder, 159 Schafe, 108 Schweine und 44 Ziegen auch 19 Bienenstöcke.
Am 5. April 1945 kam es im Raum Förtha zu schweren Abwehrkämpfen gegen die anrückende US-Armee, die dann am späten Nachmittag den Ort besetzen konnte. 14 deutsche Gefallene liegen auf dem Friedhof Förtha, andere sind wohl auf dem zentralen Friedhof bei Hötzelsroda beigesetzt.

## Verkehr

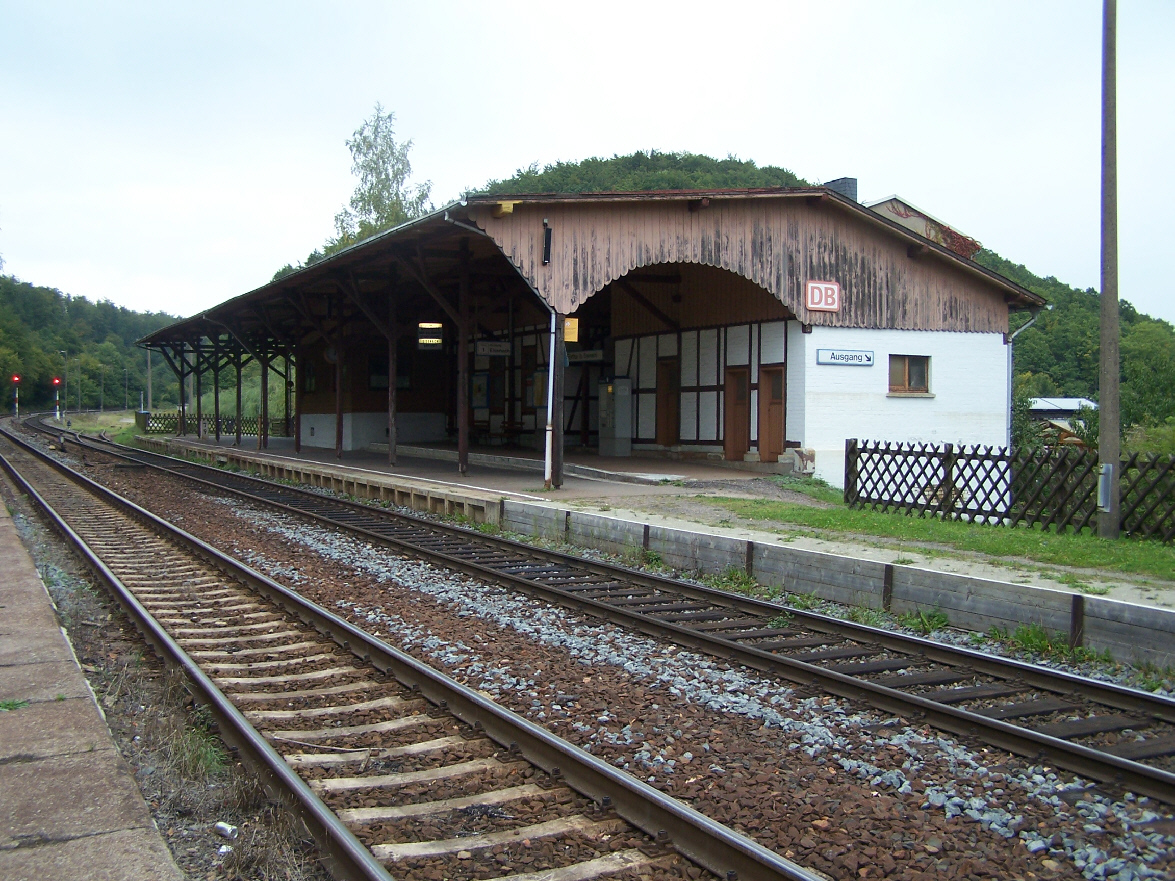
Bahnhof Förtha

### Straßenverkehr
Der Ort Förtha liegt an der Bundesstraße 84 im Abschnitt Eisenach – Marksuhl – Vacha und ist Anfangspunkt der Landesstraße 1020 über Oberellen nach Gerstungen sowie der Landesstraße 3020 über Wolfsburg-Unkeroda nach Wilhelmsthal.

### Schienenverkehr
Der Bahnhof Förtha (Kr Eisenach) befindet sich östlich des Ortes an der Bahnstrecke Eisenach–Lichtenfels. Anschluss an das Fernverkehrsnetz der Deutschen Bahn besteht in Eisenach. 1962 wurde die eingleisige Bahnstrecke Förtha–Gerstungen eröffnet, um den teilweise in der Bundesrepublik Deutschland liegenden Abschnitt Eisenach–Gerstungen der Bahnstrecke Halle–Bebra zu umgehen. Nach der Wiedervereinigung wurde dieses Provisorium stillgelegt. Nordöstlich der Ortslage durchquert die Werrabahn den Förthaer Tunnel.

### Busverkehr
Nach Förtha verkehren folgende Buslinien der Verkehrsgemeinschaft Wartburgregion (VGW):
| Linie | Fahrtstrecke                                                            | Betreiber                         |
| ----- | ----------------------------------------------------------------------- | --------------------------------- |
| 110   | Eisenach – Förtha – Marksuhl – Vacha – Geisa – Tann (Rhön) „Rhönkurier“ | Verkehrsunternehmen Wartburgmobil |
| 117   | Eisenach – Förtha – Unterellen – Lauchröden                             | Verkehrsunternehmen Wartburgmobil |
| 118   | Eisenach – Förtha – Eckardtshausen                                      | Verkehrsunternehmen Wartburgmobil |
| 119   | Eisenach – Förtha – Marksuhl – Kupersuhl                                | Verkehrsunternehmen Wartburgmobil |
| 180   | Eisenach – Förtha – Gerstungen – Großensee                              | Verkehr Werra OHG                 |
| 183   | Eisenach – Eckardtshausen – Förtha – Gerstungen                         | Verkehr Werra OHG                 |

## Sehenswürdigkeiten

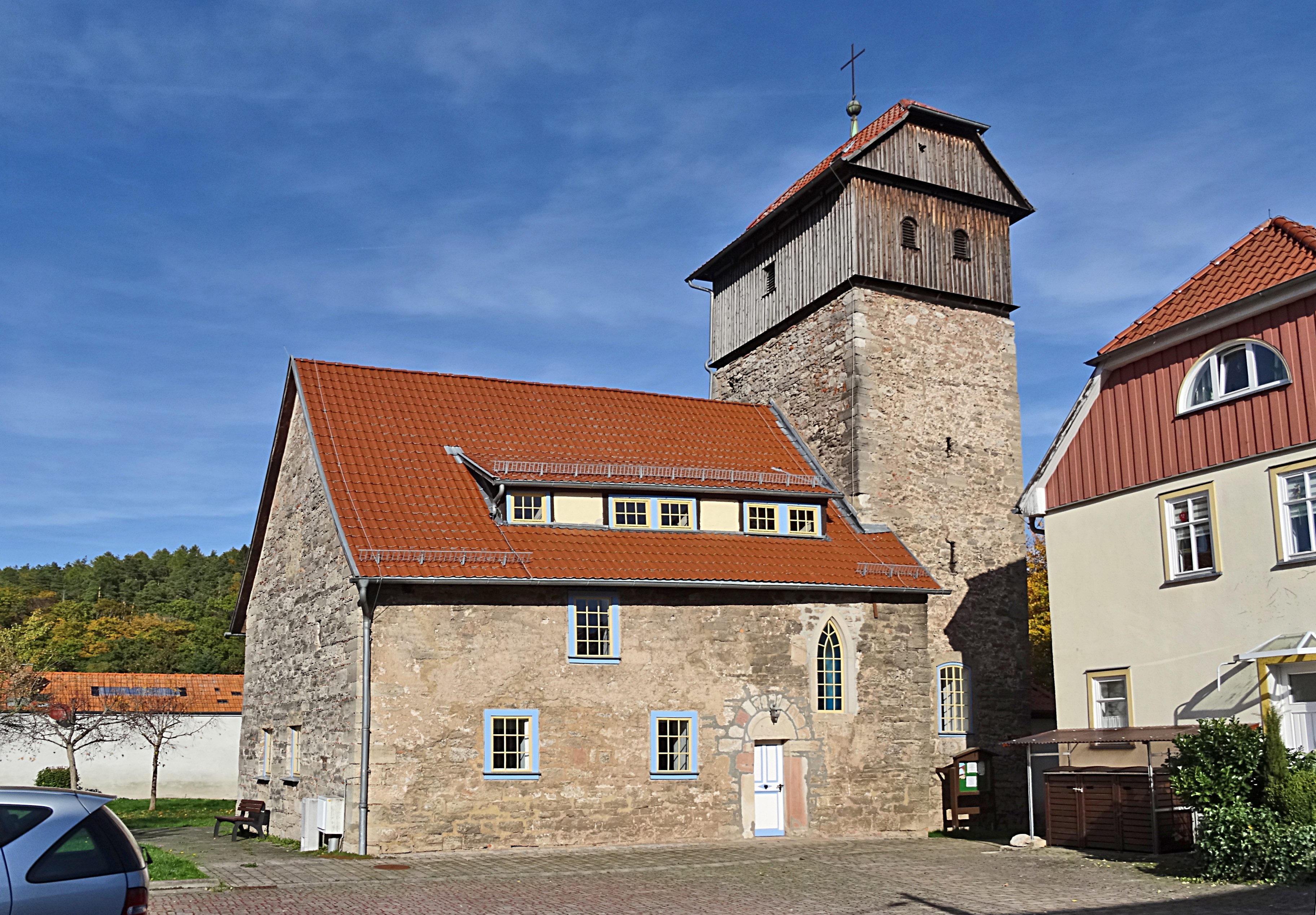
Dorfkirche von Förtha

Markanteste Sehenswürdigkeit von Förtha ist das älteste erhaltene Gebäude der Ortschaft, die Förthaer Kirche von 1430.

## Persönlichkeiten
- Günter Möller (1934–2008), Generalleutnant des Ministeriums für Staatssicherheit (MfS) und Leiter der Hauptabteilung Kader und Schulung